# NGC 7679
NGC 7679 (również PGC 71554 lub UGC 12618) – galaktyka soczewkowata (SB0), znajdująca się w gwiazdozbiorze Ryb. Odkrył ją Heinrich Louis d’Arrest 23 września 1864 roku. Należy do galaktyk Seyferta typu 2. Wraz z sąsiednią galaktyką NGC 7682 stanowi obiekt Arp 216 w Atlasie Osobliwych Galaktyk.